# Lorica squamata

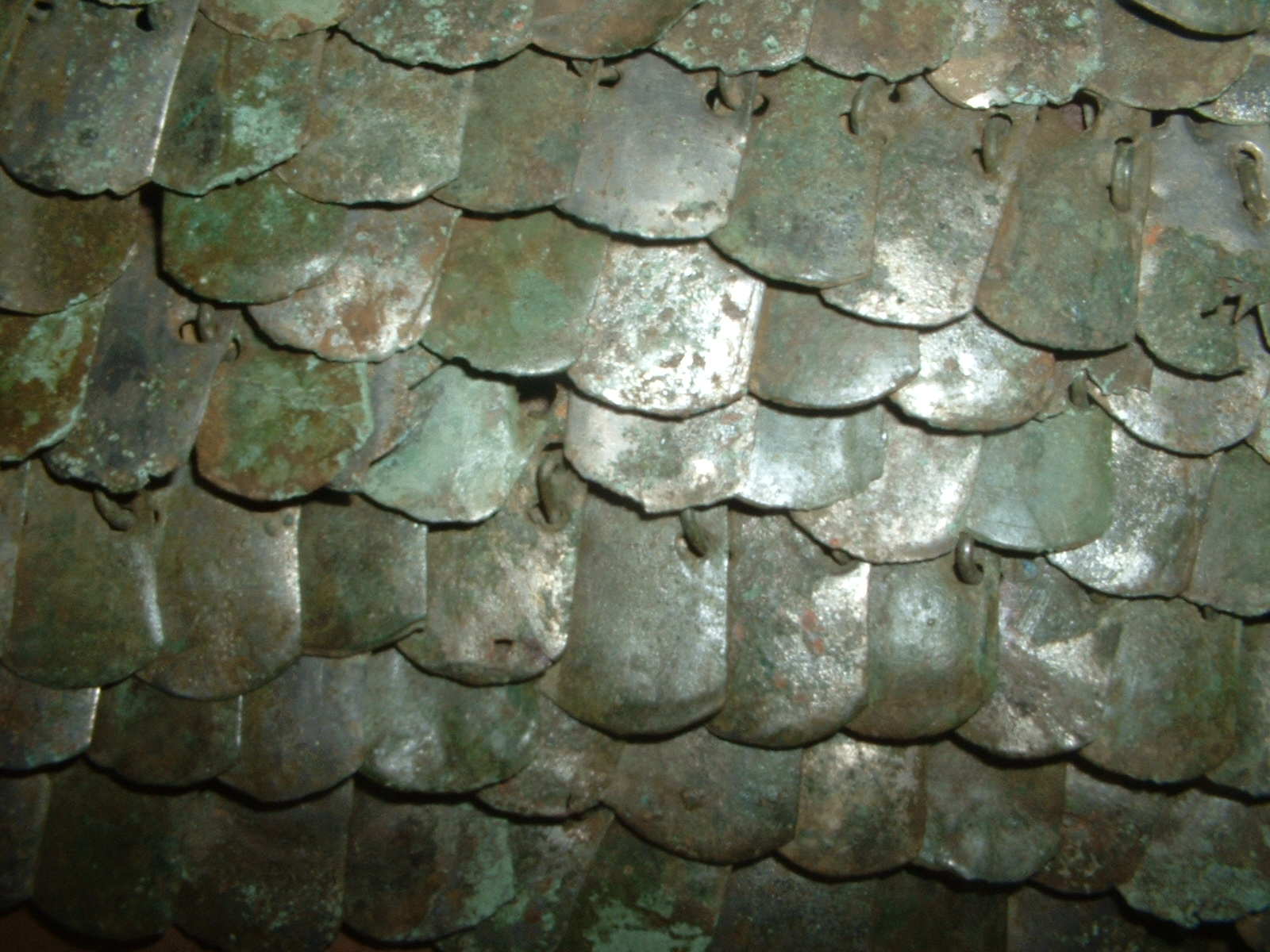
Grabungsfund einer Lorica squamata im Somerset County Museum, England

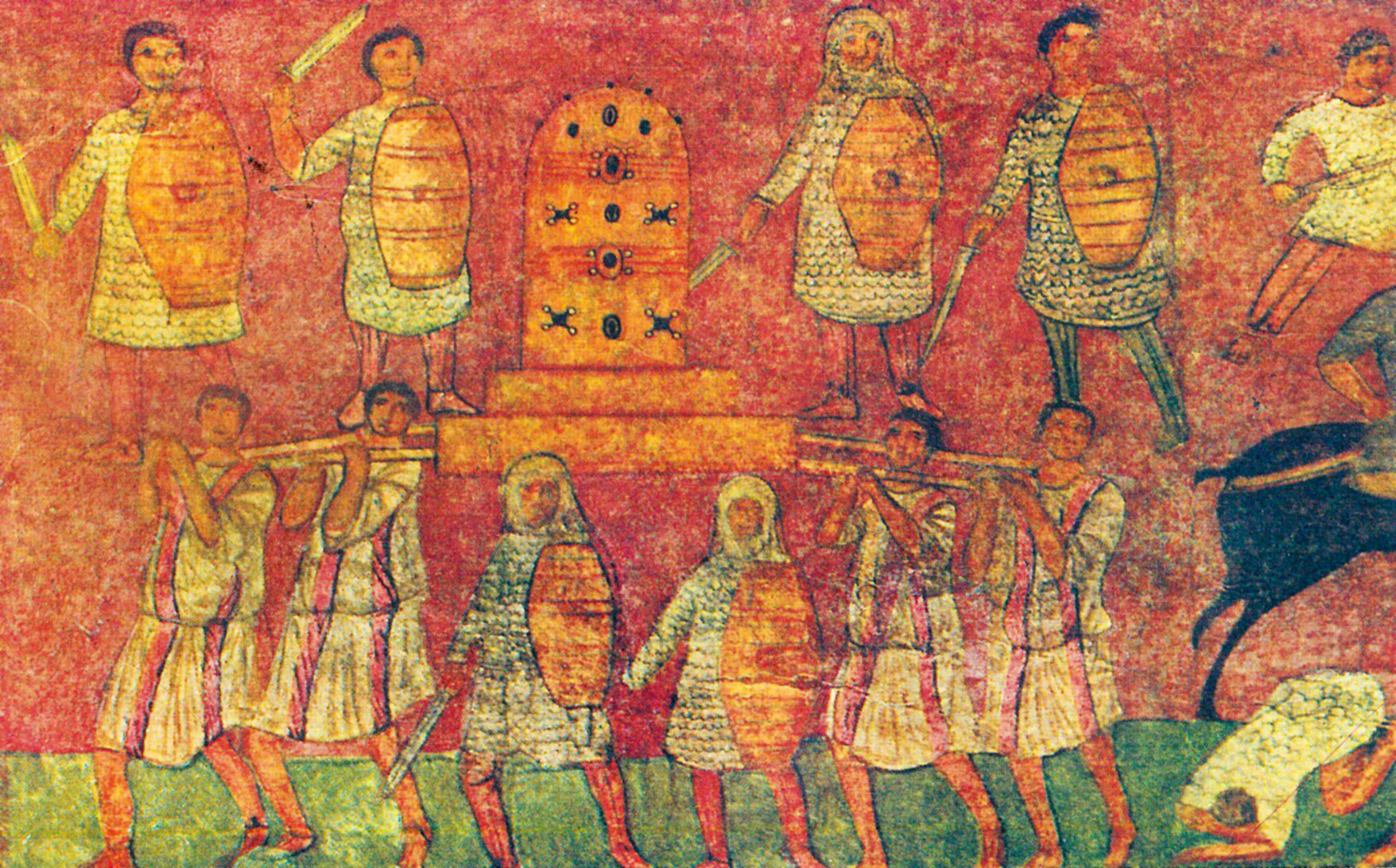
Römische Schuppenpanzer des 3. Jahrhunderts, abgebildet auf einer Wandmalerei in der Synagoge von Dura Europos

Als Lorica squamata (lateinisch lorica = (Riemen)panzer, squama = Schuppe) wird der Schuppenpanzer der römischen Kavallerie in der Kaiserzeit bezeichnet.

## Beschreibung
Die Lorica squamata bestand aus eisernen oder bronzenen Metallplättchen in Form von Fischschuppen, die auf eine Art Hemd aus festem Leder aufgenäht und an den Längsseiten mit Draht verbunden wurden. So sollte verhindert werden, dass gegnerische Waffen zwischen den Schuppen hindurch stechen konnten. Form und Größe der Schuppen waren variabel. In Carnuntum hat man über 30 verschiedene Formen gefunden, wobei die Gelenke des Trägers von kleinen, beweglichen Schuppen geschützt wurden und Rücken und Brust von größeren. Der Panzer wog etwa 13 kg.
Im 1. Jahrhundert reichte der Schuppenpanzer bis zur Mitte der Oberschenkel und wurde gegürtet getragen. Er hat einen runden Halsausschnitt, Schulterklappen und kurze Ärmel, die, wie der untere Rand, von Lederfransen begrenzt werden. Im 2. Jahrhundert wurde der kurze, bis zu den Hüften reichende Schuppenpanzer üblich. Im Verlaufe des 3. Jahrhunderts kamen wieder lange, gegürtete Schuppenhemden auf, die bis in Kniehöhe reichen und Ärmel bis zum Ellbogen haben. Sie wurden von Reitern und Fußsoldaten getragen.